# تخته اور

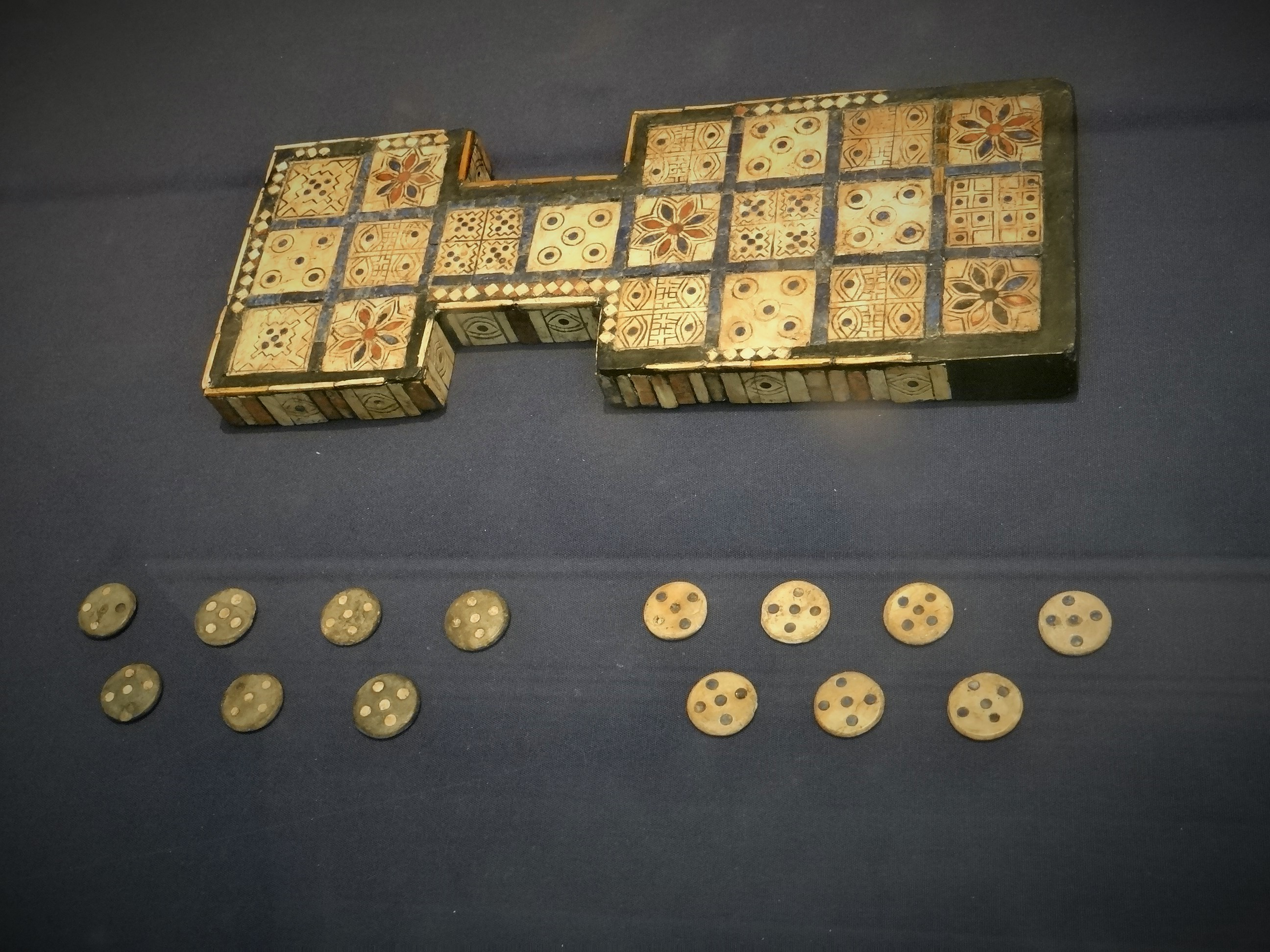
یکی از ۵ نمونه از تخته‌ی اور که در گورستان شاهی اور پیدا شده و در موزه‌ی بریتانیا نگهداری می‌شود.

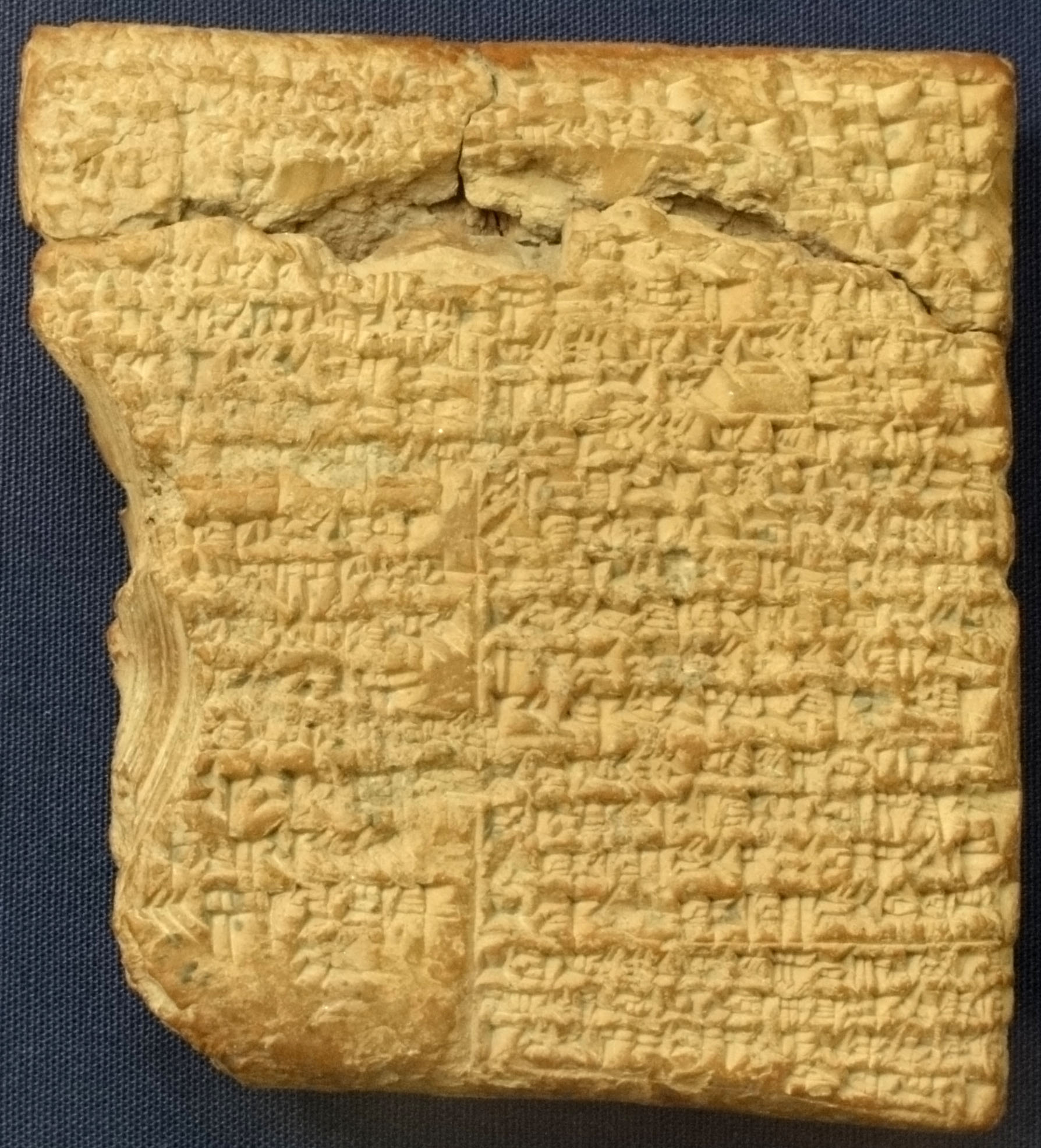
لوح گلی بابلی که قواعد بازی تخته‌ی اور را توضیح می‌دهد.

تخته‌ی اور، بازیِ شاهی اور، یا بازیِ اور، نام یک بازی تخته‌ای دو نفره است که در اکتشافات باستان‌شناسی گورستان شاهی اور به سرپرستی سِر لِنِرد وولی در میان دو رود باستان پیدا شد و پیشینه‌ی آن به هزاره‌ی سوم پیش از میلاد بازمی‌گردد. تخته‌ی اور در سرتاسر خاورمیانه‌ی باستان بازی می‌شده و نمونه‌هایی از آن در سریلانکا و کِرِت هم دیده شده. شیوه‌نامه‌ای از این بازی در یک لوح گلی بابلی منسوب به هزاره‌ی دوم پیش از میلاد پیدا شده. گمان می‌رود با فراگیر شدن تخته‌نرد این بازی به مرور به فراموشی سپرده شده.